# جایزه نبولا برای بهترین فیلم‌نامه
جایزه نبولا برای بهترین فیلمنامه (به انگلیسی: The Nebula Award for Best Script) هر سال توسط سازمان نویسندگان داستان‌های علمی تخیلی و فانتزی آمریکا برای بهترین فیلمنامه فیلم‌های علمی تخیلی یا فانتزی داده می‌شد. همچنین برای آثار ادبی مانند بهترین رمان، بهترین رمان نیمه کوتاه، و داستان کوتاه جوایزی اهدا می‌شود. جایزه بهترین فیلمنامه نبولا هر ساله از ۱۹۷۴ تا ۱۹۷۸ و از ۲۰۰۰ تا ۲۰۰۹ اهدا می‌شد. این جایزه با چندین نام ارائه شد. در سال ۱۹۷۴، ۱۹۷۵ و ۱۹۷۷ نام جایزه بهترین نمایش دراماتیک بود، در حالی که در سال ۱۹۷۶ نام این جایزه بهترین نوشتن دراماتیک بود. این جایزه در سال ۲۰۱۰ متوقف شد و جایزه ری بردبری برای ارائه دراماتیک برجسته جایگزین شد. جوایز نبولا به عنوان یکی از «مهمترین جوایز علمی تخیلی آمریکا» و «معادل علمی-تخیلی و فانتزی» جوایز امی توصیف شده‌است.